# Brice Daubord
Brice Daubord, né le 25 juillet 1985 à Orléans, est un triathlète professionnel français, quintuple champion de France de cross triathlon entre 2013 et 2017.

## Biographie

### Jeunesse
Brice Daubord pratique d'abord le BMX entre l'âge de 5 et 12 ans, avant de se tester en tennis de table et en basket-ball. Il pratique également le cross-country et le VTT. En 2000, il se lance dans le triathlon en intégrant la section sportive de Chartres, expérience qui se révèle concluante.

### Carrière en triathlon
Brice Daubord réalise plusieurs podiums dans les catégories junior et U23 (espoir) entre 2004 et 2008. Il remporte notamment le titre de champion de France junior en 2004, celui de vice-champion U23 en 2006 ainsi que le titre de champion du monde universitaire cette même année.
Après avoir participé à des compétitions internationales de triathlon organisées par la Fédération internationale de triathlon (ITU) jusqu'en fin 2013, remportant notamment les premiers Championnats de France de triathlon cross, il réduit sa participation à celles-ci et se consacre plus particulièrement au cross triathlon, tant sur le circuit fédéral que privé. Avec son nouvel entraîneur Pierre Pompili, il reprend les fondamentaux et se prépare à un retour sur des compétitions de l'ITU. Il continue toutefois ses activités en cross triathlon, conservant son titre de champion de France en 2014. Il effectue son retour sur les compétitions de l'ITU avec plusieurs étapes de Coupe d'Europe en 2015, remportant celle de Burgas en Bulgarie sur la distance S, confirmant son retour dans l'élite du triathlon international. Il continue également de participer avec son club au Grand Prix de triathlon.
En 2015, Brice Daubord remporte son troisième titre consécutif de champion de France de cross triathlon. Au terme d'une épreuve très disputée où il accuse, à la sortie du parcours VTT, un retard de plus d'une minute sur Nicolas Fernandez et François Carloni, il adopte un rythme élevé sur le parcours de trail qui lui permet de reprendre la tête et de s'imposer sur la ligne d'arrivée. Il remporte aussi cette même année son premier succès sur le circuit XTerra, lors de l’épreuve inaugurale de Tahiti qualificative pour le championnat du monde à Maui sur l'archipel d'Hawaï. Sorti de l'eau en compagnie de Tony Moulai avec plus d'une minute d'avance sur les autres concurrents, il réussit à prendre la tête de course, malgré un arrêt pour réduire la pression de ses pneus, et contient le retour du triathlète Néo-Zélandais Oliver Shaw. Sur un parcours en trail assez glissant, il maintient les deux minutes d'avance obtenues sur les parties précédentes et s'impose en 2 h 46 min 45 s, pour une première victoire sur le circuit international privé de cross triathlon. Il prend se retraite de triathlète en 2021.

### Autre pratique sportive
Brice Daubord pratique également en période hivernale le cross-country. Il s'engage régulièrement sur des compétitions régionales et inter-régionales. Il privilégie les distances courtes (10 km) qui lui permettent de progresser dans la partie course à pied des triathlons sur courtes distances. En 2014, après plusieurs succès sur des épreuves régionales, comme le championnat de Vendée, le championnat des Pays de la Loire et les inter-régionaux Centre-Atlantique sur cross court, il se fixe pour objectif d'obtenir un « top 20 » aux championnats de France de cross-country.
Il pratique en outre la course sur route et plus occasionnellement le trail. Après sa retraite de triathlète il se concentre sur la course à pied. Il s'essaie au marathon à Paris en 2022 (terminant cinquième français de l'épreuve) puis abaisse son record à 2h17’19" à Valence au mois de décembre de la même année. En 2023, il remporte le marathon de San Francisco. En septembre 2024, il court le marathon de Berlin en 2 h 16 min 45 s, il termine en 51e position et premier français de l'épreuve.
Le 2 mars 2025 il se classe 3e master des championnats de France de cross-country à Challans en individuel et 2e par équipes,. À la fin du même mois, il participe aux championnats de France du 10 kilomètres à Cogolin et devient champion de France catégorie master.

## Palmarès
Le tableau présente les résultats les plus significatifs (podium) obtenus sur le circuit national et international de triathlon depuis 2009,.
| Année                                    | Compétition                              | Pays               | Position           | Temps           |
| ---------------------------------------- | ---------------------------------------- | ------------------ | ------------------ | --------------- |
| 2018                                     | Championnats d'Europe de triathlon cross | Espagne            | Médaille d'argent  | 1 h 20 min 19 s |
| Championnat du monde triathlon cross     | Danemark                                 | Médaille de bronze | 2 h 8 min 39 s     |                 |
| 2017                                     | Championnats d'Europe de duathlon cross  | Roumanie           | Médaille d'or      | 1 h 32 min 29 s |
| 2016                                     | Championnat de France triathlon cross    | France             | Médaille d'or      | 1 h 23 min 28 s |
| Championnats d'Europe de triathlon cross | Suisse                                   | Médaille de bronze | 2 h 49 min 28 s    |                 |
| 2015                                     | Coupe d'Europe - l'étape de Burgas (S)   | Bulgarie           | Médaille d'or      | 55 min 32 s     |
| XTerra Tahiti                            | France                                   | Médaille d'or      | 2 h 46 min 45 s    |                 |
| Championnat de France triathlon cross    | France                                   | Médaille d'or      | 1 h 43 min 5 s     |                 |
| 2014                                     | Championnat de France triathlon cross    | France             | Médaille d'or      | 1 h 36 min 59 s |
| 2013                                     | Championnat de France triathlon cross    | France             | Médaille d'or      | 1 h 31 min 10 s |
| 2013                                     | Championnat du monde triathlon cross     | Pays-Bas           | Médaille de bronze | 2 h 2 min 37 s  |
| 2012                                     | Championnat d'Europe de triathlon cross  | Pays-Bas           | Médaille de bronze | 1 h 53 min 21 s |
| 2011                                     | Triathlon de Gérardmer                   | France             | Médaille d'argent  | 2 h 12 min 59 s |
| 2010                                     | Coupe d'Europe - l'étape d'Amsterdam     | Pays-Bas           | Médaille de bronze | 1 h 51 min 33 s |
| 2009                                     | Coupe d'Europe - l'étape d'Eğirdir       | Turquie            | Médaille d'argent  | 1 h 49 min 34 s |
| 2009                                     | Coupe d'Europe - l'étape de Varna        | Bulgarie           | Médaille d'or      | 1 h 57 min 11 s |

## Records
| Épreuve            | Temps           | Lieu              | Date              |
| Route              | Route           | Route             | Route             |
| ------------------ | --------------- | ----------------- | ----------------- |
| 10 km              | 29 min 25 s     | Saint-Grégoire    | 19 janvier 2025   |
| 20 km              | 1 h 2 min 10 s  | Paris             | 9 octobre 2022    |
| Semi-marathon      | 1 h 5 min 12 s  | Montargis         | 8 mars 2020       |
| Marathon           | 2 h 16 min 45 s | Berlin            | 29 septembre 2024 |
| Piste en plein air |                 |                   |                   |
| 1 500 m            | 4 min 0 s 28    | Vineuil           | 5 février 2010    |
| 3 000 m            | 8 min 37 s 97   | Martigues         | 4 mai 2008        |
| 5 000 m            | 14 min 46 s 04  | Fontenay-le-Comte | 4 mai 2014        |
| 10 000 m           | 30 min 22 s 32  | Pacé              | 29 août 2020      |
| Salle              |                 |                   |                   |
| 800 m              | 2 min 10 s 11   | Orléans           | 17 janvier 2010   |